# Battery Maritime Building

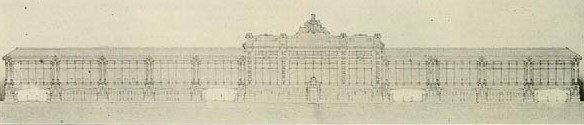
Das geplante und nicht ganz fertiggestellte Municipal Ferry Terminal

Das Battery Maritime Building, offiziell Battery Maritime Building Slip 5, ist ein denkmalgeschütztes Bauwerk im District South Ferry an der Südspitze von Manhattan in New York City. Im Erdgeschoss befindet sich ein Fährterminal mit drei Anlegern. Die oberen Stockwerke werden von dem Hotel „Casa Cipriani“ sowie Veranstaltungsräumen eingenommen.

## Beschreibung
Das Battery Maritime Building befindet sich in der 10 South Street nahe der Kreuzung mit der Whitehall Street direkt neben dem Whitehall Terminal am East River im Financial District in Downtown Manhattan. Vor dem Gebäude verläuft der FDR-Drive mit der Tunneleinfahrt in den Battery Park Underpass, gegenüber liegt das Geschäftszentrum One New York Plaza. Die drei Fähranleger werden für Ausflugsfahrten und Fähren nach Governors Island sowie Pendlerfahrten nach Port Liberté (Jersey City) genutzt. Die oberen Stockwerke beherbergen den von Cipriani S.A. betriebenen Veranstaltungssaal „Cipriani South Street“ (Great Hall) und das Hotel „Casa Cipriani“ mit 47 Suiten.
Das im Stil der Beaux-Arts-Architektur entworfene Bauwerk wurde 1907–1909 als östlicher Abschnitt des teilweise fertiggestellten „Municipal Ferry Terminal“ erbaut. Das Municipal Ferry Terminal war ein geplantes und nicht vollendetes Fährterminal mit neun Anlegern und einem großen dominanten Risalit als Mittelteil. Das heutige Battery Maritime Building wurde für Fähren nach Brooklyn entworfen und enthielt ursprünglich einen großen Wartebereich im zweiten Stock. Die Gebäudestruktur besitzt eine Vielzahl von Gusseisenelementen im Cast-Iron-Stil. Das Battery Maritime Building ist das einzige Fährgebäude im Stil der Exposition Universelle, das noch in Manhattan betrieben wird. Der zunächst ähnlich gestaltete westliche Abschnitt des Municipal Ferry Terminals, der Fähren nach Staten Island bedient, wurde nach ersten Umbauten von 1953–1956 letztendlich 2005 zum „Staten Island Ferry Whitehall Terminal“ umgebaut. Das vorgesehene verbindende Mittelteil wurde nie errichtet.
Das Terminal wurde bis Mitte des 20. Jahrhunderts von Brooklyn-Fährlinien genutzt und diente ab 1956 als Fährterminal nach Governors Island. Die oberen Stockwerke nutzten ab 1959 verschiedene städtische Behörden, darunter befand sich das „Department of Marine and Aviation“. Im Jahr 1967 ernannte die New York City Landmarks Preservation Commission das Gebäude zu einem Wahrzeichen der Stadt (NYC Landmark Nr. 0547) und es wurde am 12. Dezember 1976 in das National Register of Historic Places (NRHP) aufgenommen.
Das Gebäude und insbesondere die Fassade wurde zwischen 2001 und 2006 von Jan Hird Pokorny Architects restauriert. Die Governors Island Preservation and Education Corporation (GIPEC) übernahm 2003 von der Küstenwache den Fährbetrieb nach Governors Island. GIPEC mietete daraufhin die Anleger 6 und 7 und eröffnete 2005 die Fährlinie „Battery Maritime Building–Governors Island“. Nach der 2009 erfolgten Genehmigung, die Innenräume in ein Hotel und einen Veranstaltungssaal umzuwandeln, wurden nach einigen Verzögerungen der Veranstaltungssaal 2019 und das Hotel 2021 eröffnet. Seitdem besitzt das Gebäude fünf Stockwerke. Das großvolumige hohe Erdgeschoss dient zum großen Teil als Terminal und zu einem kleineren Teil als Entree zum Hotel. Die zweite Etage wurde in einen Veranstaltungssaal umgewandelt, während die dritte und vierte Etage das Hotel „Casa Cipriani“ einnimmt. Im obersten Geschoss sind Restaurants und Clubs untergebracht.

## Fährbetrieb
Das Battery Maritime Building besitzt die drei Anleger 5, 6 und 7. Ganzjährlich verkehrt vom Anleger 7 ein öffentlicher Fährdienst nach Governors Island. Die Fähren werden vom Trust for Governors Island betrieben und fahren täglich tagsüber jede halbe Stunde nach „Soissons Landing“ auf der Nordseite der Insel. Sie legen die Strecke in etwa sieben Minuten zurück. NY Waterway betreibt einen Pendlerdienst zur Hauptverkehrszeit nach Port Liberté (Jersey City) vom Anleger 5 aus.

## Ansichten

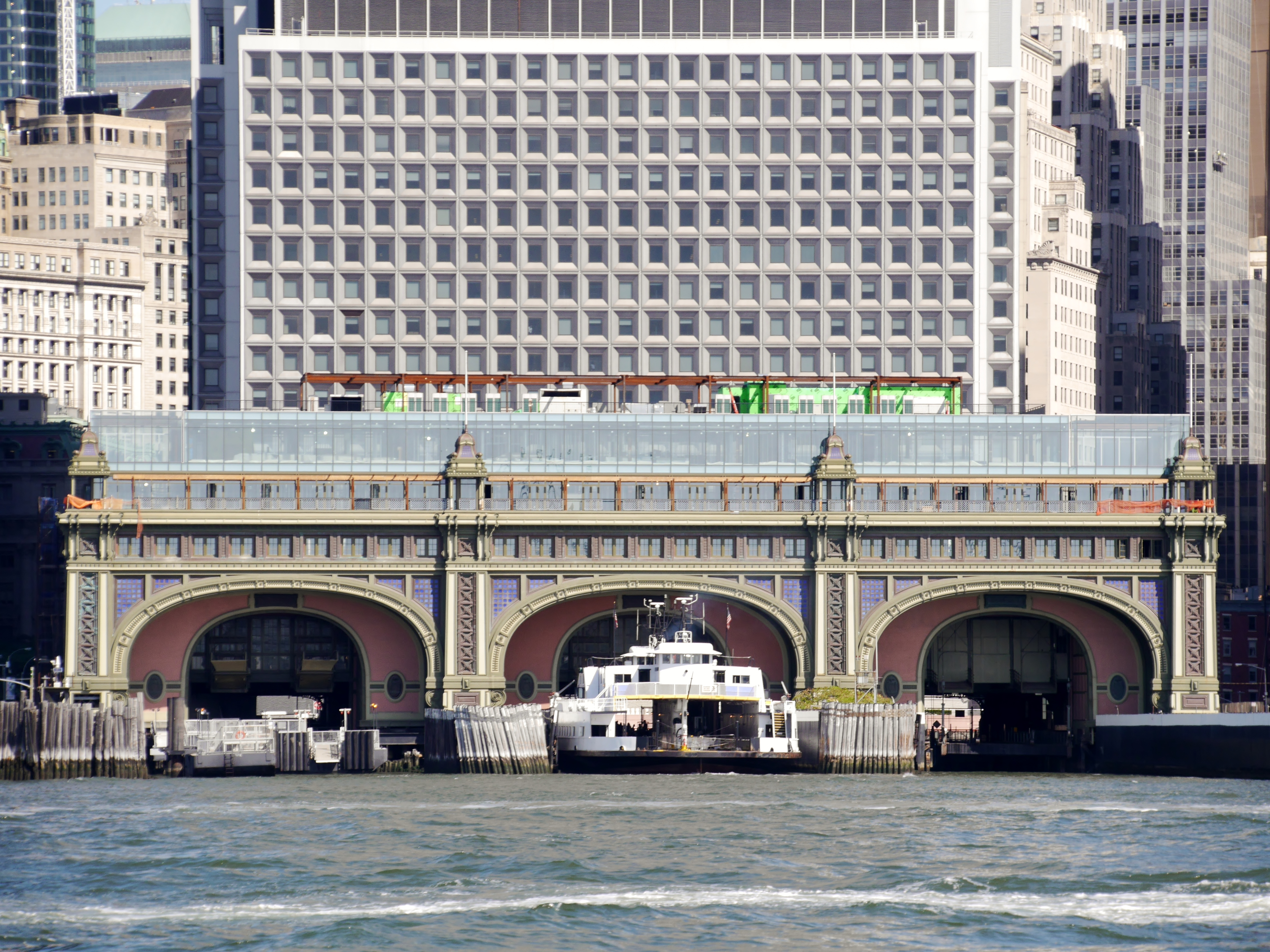
Blick vom East River
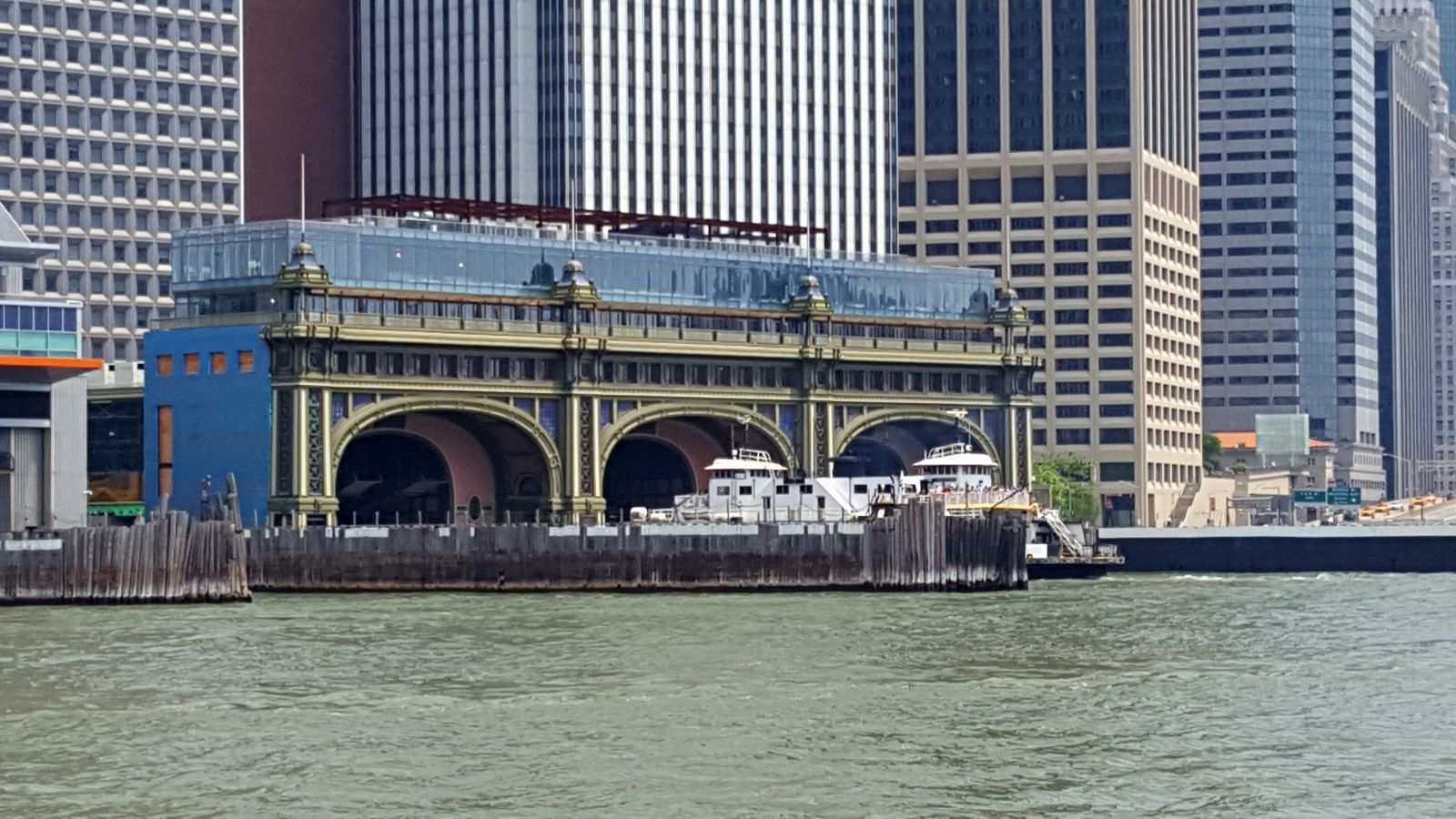
Verglaster Hotelaufbau
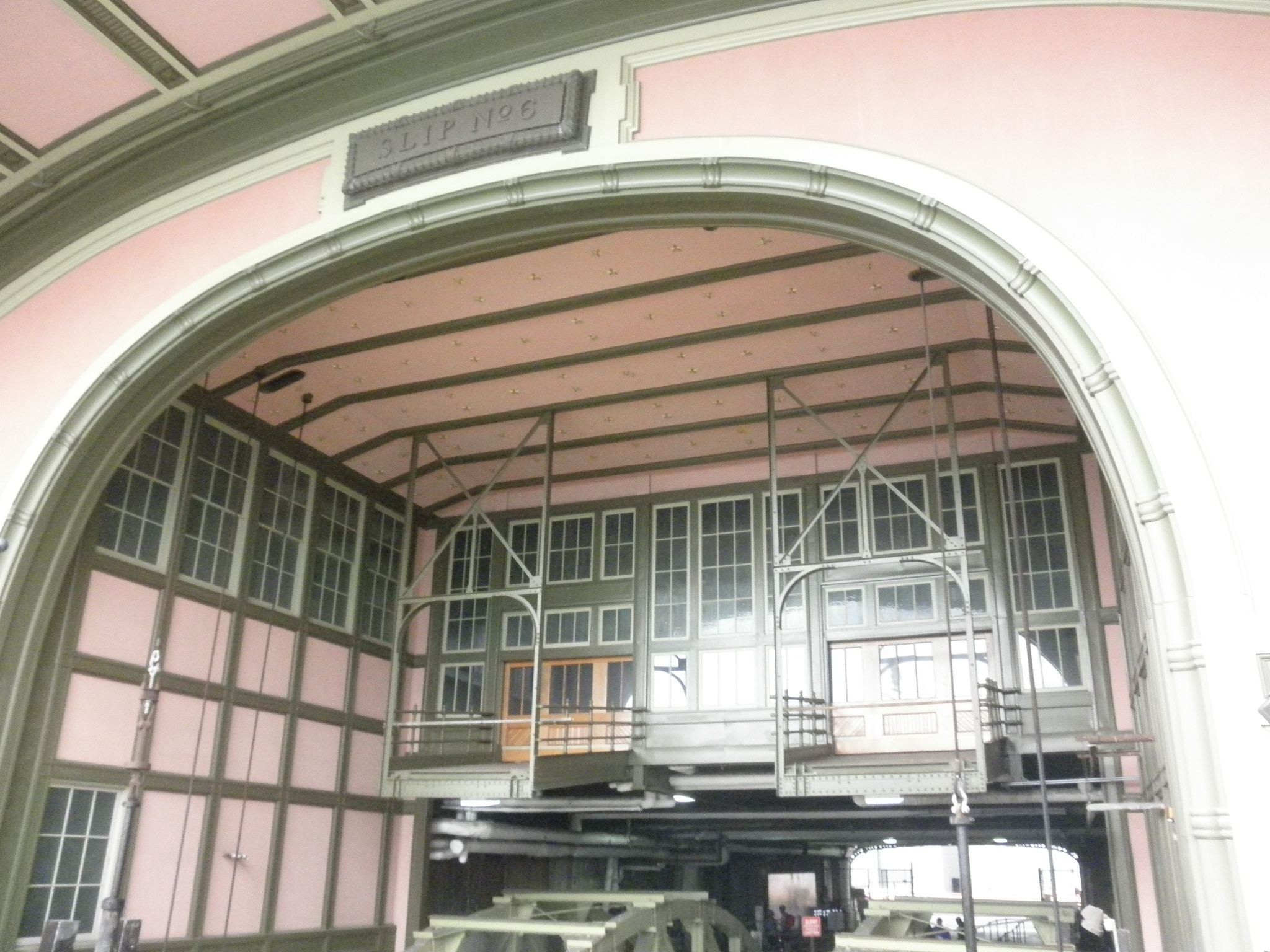
Anleger Nr. 6
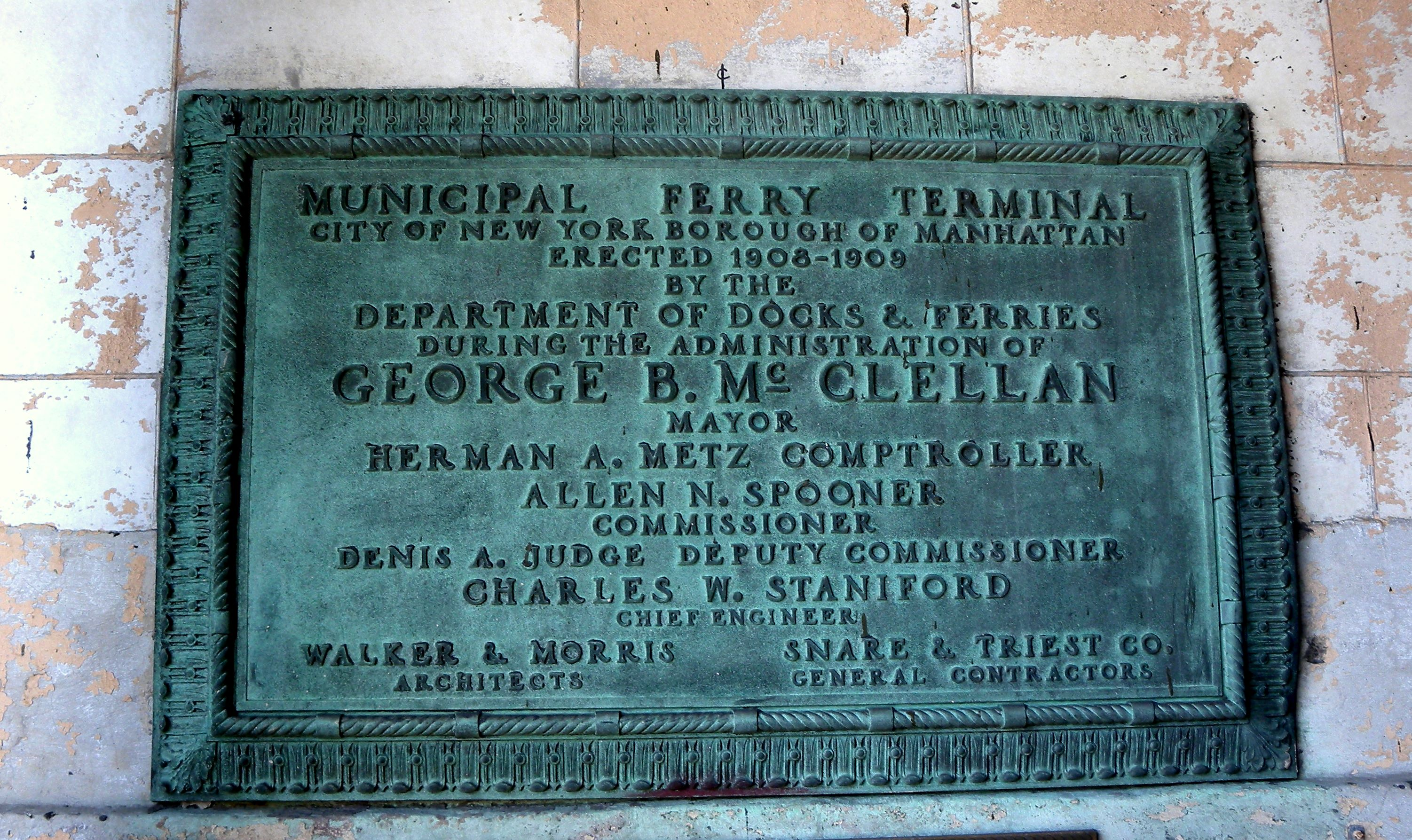
Konstruktions-Plakette
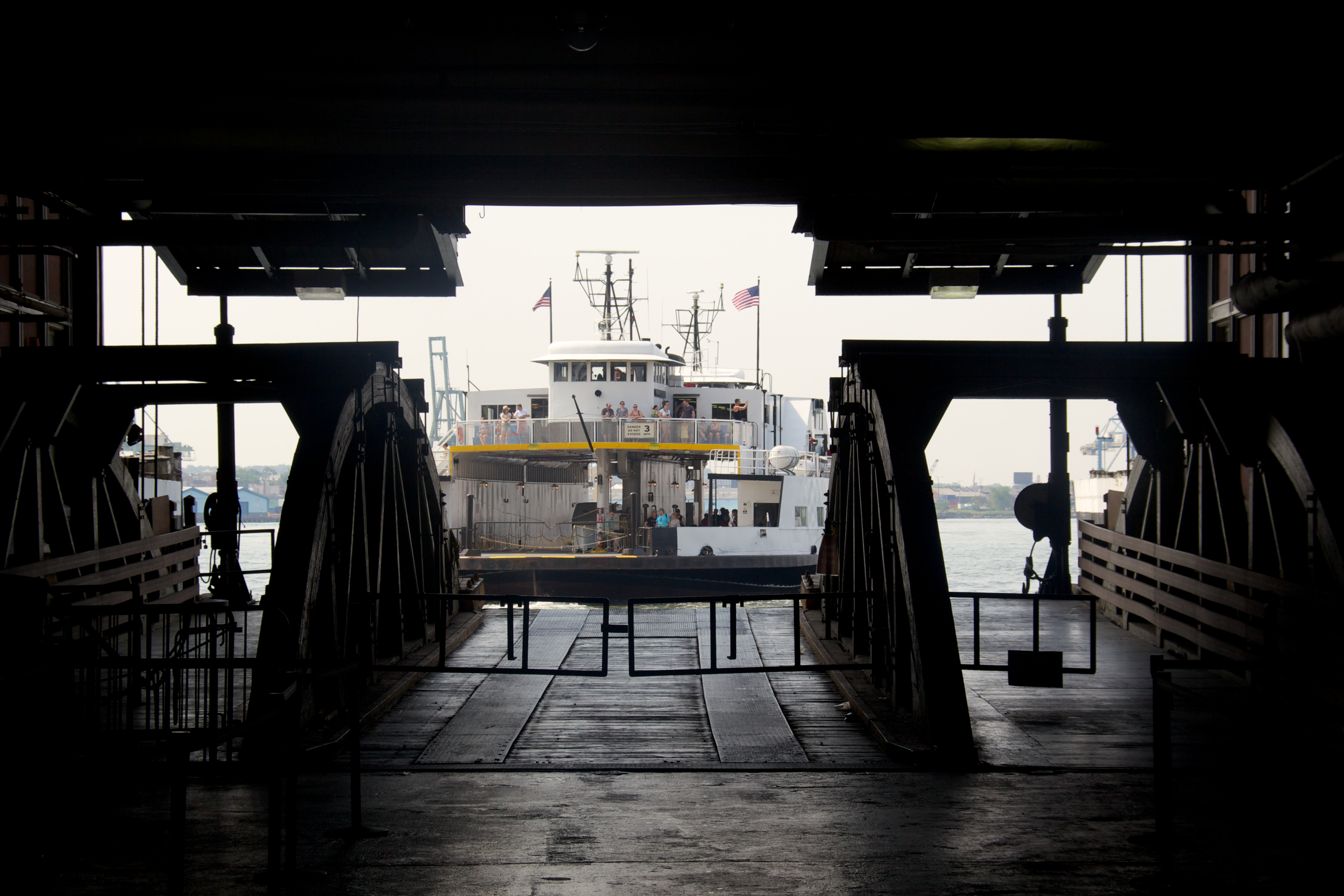
Ein Landungssteg
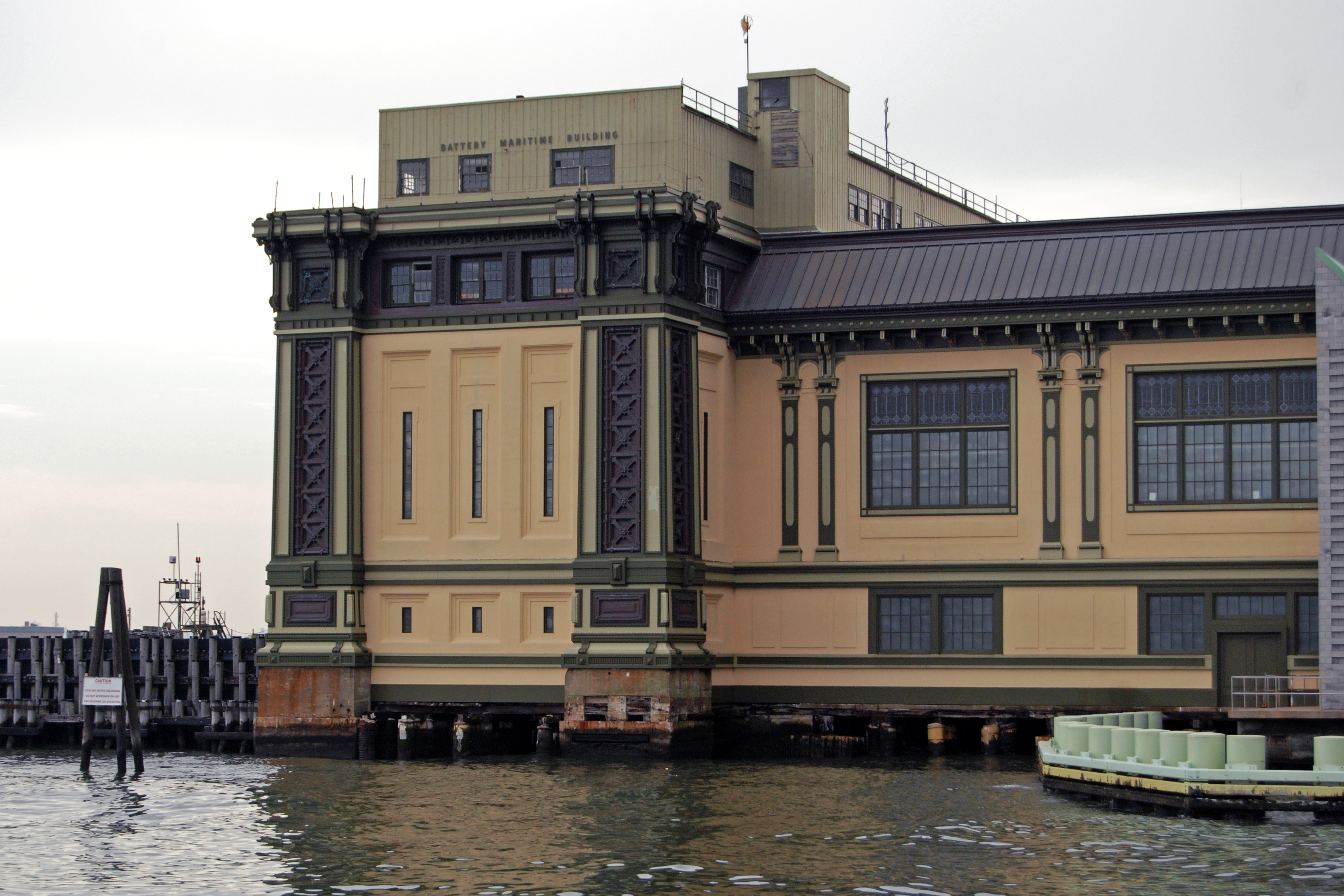
Ostseite
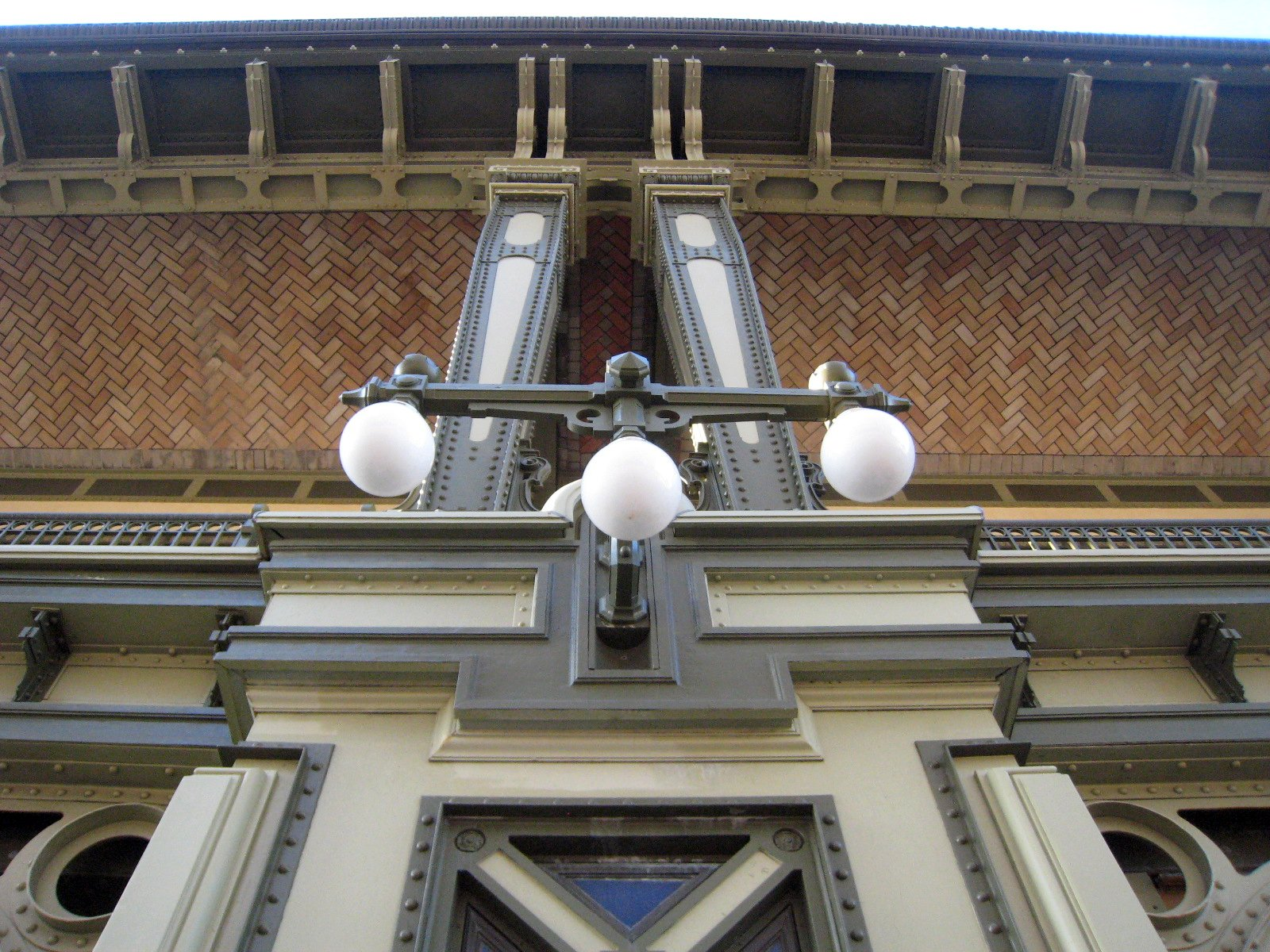
Architektonische Details